# Лошка Гора-при-Зречах
Лошка Гора-при-Зречах (словен. Loška Gora pri Zrečah) — поселення в общині Зрече, Савинський регіон, Словенія. 
Висота над рівнем моря: 714 м.